# Collotheca sessilis
Collotheca sessilis is een raderdiertjessoort uit de familie Collothecidae. De wetenschappelijke naam van deze soort is voor het eerst geldig gepubliceerd in 1905 door Milne.